# قطعنامه ۴۴۸ شورای امنیت
قطعنامه ۴۴۸ شورای امنیت سازمان ملل متحد که در تاریخ ۳۰ آوریل ۱۹۷۹ تصویب شد، سندی بین‌المللی دربارهٔ رودزیای جنوبی است. این قطعنامه طی نشست ۲٬۱۴۳ام با ۱۲ موافق، ۰ مخالف و ۳ ممتنع تصویب شد.